# フートゴング
フートゴング(Foot Gong)とは、路面電車が走行するとき周囲の人や車に注意を促すために鳴らす鐘である。フットゴング、警鈴（けいりん）とも呼ばれる。

## 機能
フートゴングは、電車の床下に取り付けられており、運転席の足踏みペダルを踏むことによって鳴らすことができる。これによって車外へ向けて音を鳴らし、警笛とほぼ同じ役割を果たしている。
これの音と、車内で車掌と運転手が合図を送りあうための鐘の音の両者が、路面電車の俗称である「チンチン電車」のもとになったと言われている。

## 装備している車両
かつては日本の多くの路面電車に装備されていた。明治期の路面電車はコンプレッサーを持たなかった車両が多かったため、このような装置によって周囲への注意喚起を行っていた。しかし、その後空気ブレーキの装備によりコンプレッサーを持つようになったため、圧縮空気による警笛を利用する車両が増えていった。警笛とフートゴングを併用していた車両もある。また、第4種踏切の防護のために使用することもある。
現在、フートゴングは警笛に取って代わられていることが多く、現在でも装備しているのは阪堺電気軌道の各車両（モ501形を除く。警笛とフートゴングの両方を装備している）、筑豊電気鉄道2000形など、ごく限られている。
ヨーロッパの多くの路面電車には、モーターで打鳴するゴングが今でも装備されている。